# Dynamite!! 〜勇気のチカラ〜
Dynamite!! 〜勇気のチカラ〜（ダイナマイト ゆうきのチカラ）は、日本の格闘技イベント。主催はFEG。通称はDynamite!!（ダイナマイト）。2003年から2010年まで、毎年大晦日に開催された。

## 歴史
K-1が大晦日興行に初めて関わったのは2001年の「INOKI BOM-BA-YE（猪木祭）」で、K-1 vs 猪木軍として行われ、TBSテレビでの中継も実施された。
翌2002年にはPRIDEを主催するドリームステージエンターテインメント（DSE）も加わり、8月に「Dynamite! SUMMER NIGHT FEVER in 国立」を国立競技場で開催し、観客動員9万人・PPV売り上げ10万件を記録して大成功を収めた。同様の体制で大晦日に猪木祭を開催し、K-1ルールも一部取り入れた。
石井和義の逮捕など、相次ぐ格闘技界のトラブルが影響し、2003年は大晦日興行が3つに分裂した。同年よりK-1を引き継いだFEGは「Dynamite」を興行名に使用して「K-1 PREMIUM Dynamite!!（ケイワン プレミアム ダイナマイト）」として最初の単独興行が開かれた。
2003年限りで猪木祭は撤退、その後は「PRIDE男祭り」→「やれんのか! 大晦日! 2007」と競合関係を持ちつつ開催を継続した。
2008年より興行名を「Dynamite!! 〜勇気のチカラ〜」とした。それまでK-1ルール中心で開かれていたが、FEGおよび元PRIDEスタッフが参加するDREAMが旗揚げされたため、K-1の看板を外すに至った。
以降、2010年まで唯一の大晦日格闘技興行として行われていた。特に、2005年をもって日本レコード大賞が12月30日に繰り上がったことから、TBSでは「ダイナマイト」の放送枠を拡大し（2008年はプロボクシングの世界タイトル戦生中継を交えた）大晦日の長時間特番として5時間半にわたって撮って出し（2007年は「やれんのか」生中継あり）で放送していたが、2010年は「ダイナマイト」の21時からの2時間半放送だけに留め、21時までは『8時だョ!全員集合』の特番にあてた。地上波放送終了後にはスカチャンでの完全中継も行われた。
2011年も開催を目指していたが、TBSの格闘技班の解散、FEGの経営難により興行が困難となり、2010年限りで終了。なお、2011年の大晦日興行はDREAMとイノキ・ゲノム・フェデレーションが合同で「元気ですか!! 大晦日!! 2011」を開催した。
2015年9月19日、K-1 USAのプロモーターを務めていたスコット・コーカー率いるBellator MMAとGLORYの合同興行に「DYNAMITE」のタイトルが採用された。

## ルール
K-1・総合ルールを始め、ミックスルールなど特別ルールの試合も組み込んでいた。

## 大会一覧
※2002年8月28日に開催されたDynamite!はドリームステージエンターテインメント運営の大会のため含めない。
| 大会名                          | 開催年月日     | 会場                     | 開催地           |
| ------------------------------- | -------------- | ------------------------ | ---------------- |
| Dynamite!! 〜勇気のチカラ2010〜 | 2010年12月31日 | さいたまスーパーアリーナ | 埼玉県さいたま市 |
| Dynamite!! 〜勇気のチカラ2009〜 | 2009年12月31日 | さいたまスーパーアリーナ | 埼玉県さいたま市 |
| Dynamite!! 〜勇気のチカラ2008〜 | 2008年12月31日 | さいたまスーパーアリーナ | 埼玉県さいたま市 |
| K-1 PREMIUM 2007 Dynamite!!     | 2007年12月31日 | 京セラドーム大阪         | 大阪府大阪市     |
| K-1 PREMIUM 2006 Dynamite!!     | 2006年12月31日 | 京セラドーム大阪         | 大阪府大阪市     |
| K-1 PREMIUM 2005 Dynamite!!     | 2005年12月31日 | 大阪ドーム               | 大阪府大阪市     |
| K-1 PREMIUM 2004 Dynamite!!     | 2004年12月31日 | 大阪ドーム               | 大阪府大阪市     |
| K-1 PREMIUM 2003 Dynamite!!     | 2003年12月31日 | ナゴヤドーム             | 愛知県名古屋市   |